# Unterseeboot 119 (1942)
Pour les articles homonymes, voir Unterseeboot 119.
Le Unterseeboot 119 (ou U-119) est un sous-marin (U-Boot) allemand de type X.B construit pour la Kriegsmarine pendant la Seconde Guerre mondiale.

## Historique
Après avoir reçu sa formation de base à Stettin au sein de la 4. Unterseebootsflottille, l'U-Boot intègre sa formation de combat à Bordeaux avec la 12. Unterseebootsflottille.
Pendant ces patrouilles, il est utilisé comme navire de ravitaillement d'autres U-Boote, leur fournissant des torpilles, du gazole et de la nourriture.
L'U-119 est attaqué le 29 avril 1943 par les charges de profondeur d'un Sunderland de l'escadron 461 de la RAAF, subissant peu de dommages.
Le 1er juin 1943, il mouille 66 mines SMA devant le port d'Halifax (Bataille du Saint-Laurent) : c'est la première fois que des mines allemandes sont déposées dans les eaux canadiennes. Cette opération se solde trois jours plus tard par le naufrage d'un navire marchand et elle en endommage un autre 25 jours plus tard. Ce sont les seuls succès de l'U-Boot.
Le 23 juin 1943, celui-ci est attaqué dans le Golfe de Gascogne, au nord-ouest du Cap Ortegal, par les charges de profondeur d'un Consolidated B-24 Liberator de l'escadron Sqn 86, sans dommage. Le lendemain 24 juin, le sloop britannique HMS Starling, commandé par le captain Frederic John Walker, lâche une série de charges de profondeur qui forcent l'U-119 à émerger, puis il le mitraille et l'éperonne.
L'U-119 coule à la position géographique 44° 59′ N, 12° 24′ O, ses 57 hommes d'équipage mourant dans cette attaque.

## Affectations successives
- 4. Unterseebootsflottille du 2 avril 1942 au 31 janvier 1943
- 12. Unterseebootsflottille du 1er février 1943 au 24 juin 1943

## Commandement
- Kapitänleutnant Alois Zech du 2 avril 1942 au 16 avril 1943
- Kapitänleutnant Horst-Tessen von Kameke du 15 avril 1943 au 24 juin 1943

## Patrouilles
|       | Commandant                     | Départ         | Départ        | Arrivée        | Arrivée       | Jours     | Succès   |
| ----- | ------------------------------ | -------------- | ------------- | -------------- | ------------- | --------- | -------- |
|       | Alois Zech                     | 4 août 1942    | Kiel          | 5 août 1942    | Frederikshavn | 2 jours   |          |
|       | Alois Zech                     | 7 août 1942    | Frederikshavn | 10 août 1942   | Kiel          | 4 jours   |          |
| 1     | Alois Zech                     | 6 février 1943 | Kiel          | 1er avril 1943 | Bordeaux      | 55 jours  |          |
| 2     | Kptlt. Horst-Tessen von Kameke | 25 avril 1943  | Bordeaux      | 24 juin 1943   | Coulé         | 61 jours  | 10 113   |
| Total | Total                          | Total          | Total         | Total          | Total         | 116 jours | 10 113 t |

Note : Kptlt. = Kapitänleutnant

Nota: Les noms de commandants sans indication de grade signifie que leur grade n'est pas connu avec certitude à notre époque à la date de la prise de commandement.

## Navires coulés
L'Unterseeboot 119 a coulé, à la suite d'un mouillage de mines, le navire marchand de 2 937 tonneaux et a endommagé 1 autre navire marchand de 7 176 tonneaux au cours de ses 2 patrouilles (116 jours en mer).
| Date            | Nom          | Nationalité | Tonnage (GRT) | Fait             |
| --------------- | ------------ | ----------- | ------------- | ---------------- |
| 3 juin 1943     | Halma        | Panama      | 2 937         | Coulé (Mine)     |
| 28 juillet 1943 | John A. Poor | USA         | 7 176         | Endommagé (Mine) |

### Sources
- (en) Cet article est partiellement ou en totalité issu de l’article de Wikipédia en anglais intitulé « German submarine U-119 (1942) » (voir la liste des auteurs).